# MasterChef Junior

MasterChef Junior est une émission de télévision française de téléréalité culinaire présentée par Carole Rousseau lors des deux premières éditions et diffusée sur TF1 depuis le 22 décembre 2011 qui  réunit 8 enfants de 9 à 13 ans. 

Le jury est composé de Frédéric Anton, Yves Camdeborde, Sébastien Demorand, rejoints en 2013 par Amandine Chaignot.

## Émissions
| Émission | Date                      | Vainqueur | Cadeau                                                                                           |
| -------- | ------------------------- | --------- | ------------------------------------------------------------------------------------------------ |
| 1        | Jeudi 22 décembre 2011    | Jean      | 1 séjour en famille à Miami. Des cours de cuisine dans une grande école.                         |
| 2        | Jeudi 5 juillet 2012      | Martin    | 1 séjour en famille sur la route des épices en Inde. Des cours de cuisine dans une grande école. |
| 3        | Vendredi 27 décembre 2013 | Thibaut   | 1 voyage avec sa famille pour la destination de son choix.                                       |

## Audimat
| Émission | Jour et horaire de diffusion          | Téléspectateurs | Parts de marché (sur les 4 ans et plus) | Classement des audiences de la soirée | Références |
| -------- | ------------------------------------- | --------------- | --------------------------------------- | ------------------------------------- | ---------- |
| 1        | Jeudi 22 décembre 2011 20:45-23:20    | 5 300 000       | 21,9 %                                  | 1er                                   | [ 2 ]      |
| 2        | Jeudi 5 juillet 2012 20:50-23:15      | 4 100 000       | 19,5 %                                  | 1er                                   | [ 3 ]      |
| 3        | Vendredi 27 décembre 2013 20:50-23:20 | 3 800 000       | 17 %                                    | 2e                                    | [ 4 ]      |

Légende :
En fond vert = Les plus hauts chiffres d'audiences
En fond rouge = Les plus bas chiffres d'audiences